# Ariane Widmer Pham
 (novembre 2022).
Pour les articles homonymes, voir Widmer et Pham.
Ariane Widmer Pham
Ariane Widmer Pham est une architecte et urbaniste suisse romande.

## Biographie
Née le 18 octobre 1959 à Sion, elle fait des études d'architecture à l'EPFL et obtient son diplôme d'architecte en 1986 après avoir réalisé son travail de diplôme avec Luigi Snozzi Dès 1989, elle est associée du bureau Z Architectes à Sierre et Lausanne. En 1995, elle rejoint le Service de l’aménagement du territoire du canton de Vaud en tant que responsable des secteurs d’agglomérations. De 1999 à 2003, elle dirige le département de design d'Expo.02.
De 2003 à 2019, en tant que directrice du bureau intercommunal SDOL, elle est chargée de la mise en œuvre de la stratégie de développement de l'Ouest lausannois, une région dynamique de la métropole lémanique. Elle participe activement au projet d'agglomération Lausanne-Morges (PALM). Son travail a permis aux huit communes d'obtenir le prix Wakker en 2011 pour leur démarche exemplaire.
En 2019, elle rejoint le service de l’urbanisme du canton de Genève dont elle devient en 2021 l'urbaniste cantonale.
Le 19 novembre 2022, elle reçoit le prix de la Fondation Brandenberger. Ce prix annuel récompense une personnalité qui œuvre à la préservation de la culture humanitaire.

### Autres mandats et activités
En 2012, elle assure le commissariat de l'exposition Pièces à conviction, une périphérie prend forme à Archizoom à l'EPFL à Lausanne, en collaboration avec Lorette Coen. Cofondatrice et co-curatrice de la Biennale Suisse du territoire à Lugano, elle est également membre de la commission d’architecture de Berne de 2012 à 2018, ainsi que de plusieurs associations et fondations, dont le conseil de la Fondation Culture du bâti Suisse (depuis 2019), le conseil de Fondation du pôle muséal Plateforme 10 à Lausanne (depuis 2019) et le comité de la Société Suisse des Ingénieurs et Architectes (2013-2022).

## Publications
- Architecture.Expo.02[10], corédactrice du livre, éditeur Rudolf Rast, Birkhäuser Verlag, édition Jean-Michel Place, 2003
- L’ouest pour horizon, Im Westen der Horizont[11], Schéma directeur de l’ouest lausannois, livre publié sous la direction de Lorette Coen et Carole Lambelet, éditions infolio, 2011 et 2012
- disP-The Planning Review : Lausanne West» Eine Stadt im Entstehen, erdacht von vielen Köpfen: A City in the Process of Becoming, Conceived by Many Minds, 2013
- Un paysage de la modernité[12], premier cahier de la série Les Cahiers de l’Ouest lausannois, conception, réalisation sous la direction de Lorette Coen, éditions Infolio, 2016
- Re play, animer la friche[13], livre collectif publié sous la direction de Lorette Coen, éditions Infolio, 2018.
- Distinction de l'ouest 2018[14], ouvrage collectif publié sous la direction de Cédric van Poel. éditions Infolio 2018